# Trachylepis volamenaloha
Trachylepis volamenaloha este o specie de șopârle din genul Trachylepis, familia Scincidae, descrisă de Nussbaum, Raxworthy și Ramanamanjato 1999. A fost clasificată de IUCN ca specie cu risc scăzut. Conform Catalogue of Life specia Trachylepis volamenaloha nu are subspecii cunoscute.

## Galerie

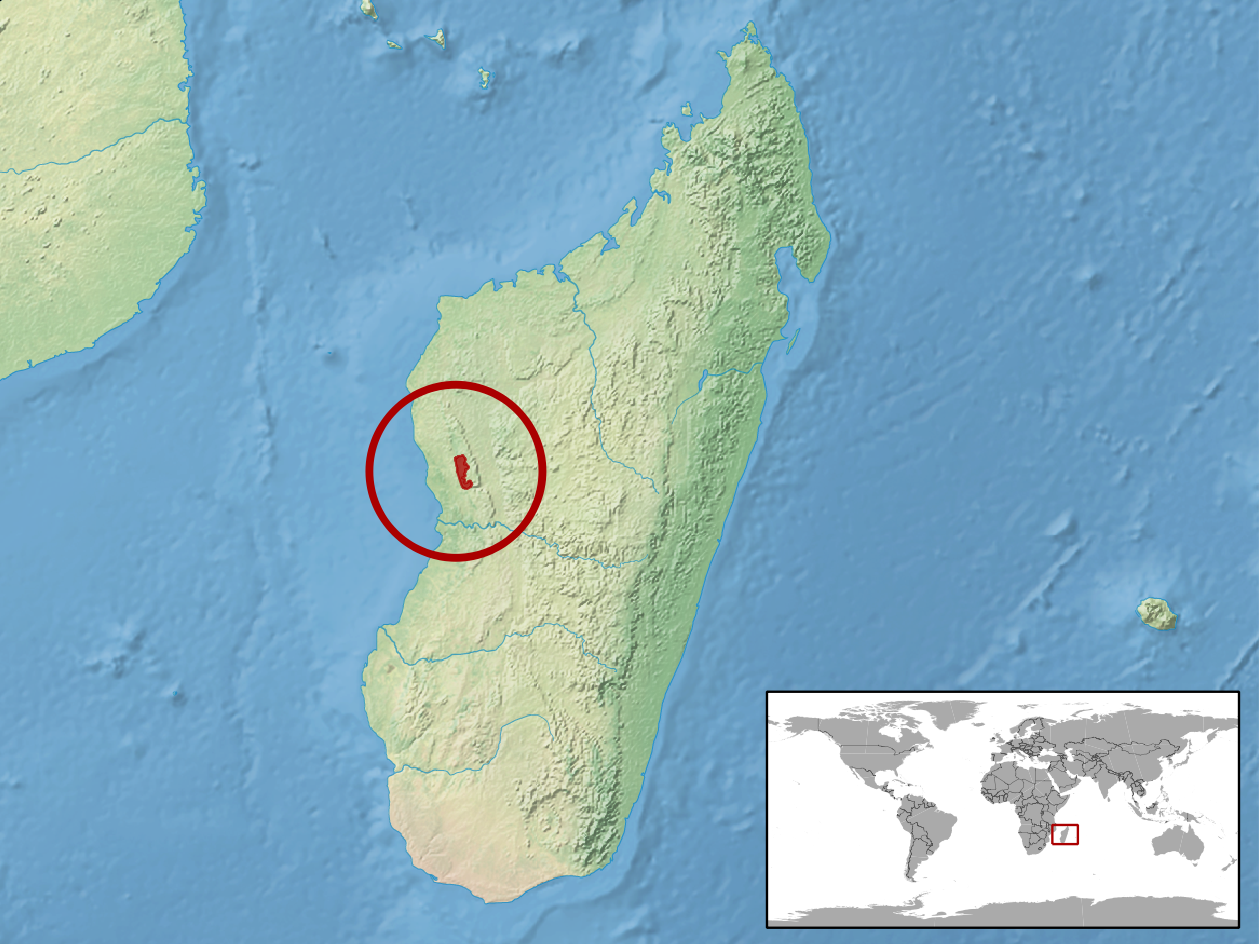